# Aniquilador (DC Comics)
El Aniquilador (Annihilator en inglés) es un personaje ficticio, un robot dentro del universo de DC Comics. Fue creado como un arma desde el Inframundo perteneciente al por el Dios Herrero Hefesto a petición de Ares. El aniquilador es un arma de destrucción automatizada que se alimenta y fortalece del odio, la miseria y la destrucción.

## Historia
El Aniquilador aparece en la primera temporada de la Liga de la Justicia Ilimitada en el 4° episodio de la primera temporada "Hawk y Dove", Ares pidió la creación del Aniquilador con el propósito de exacerbar la guerra civil en Kasnia. Ofreciéndoselo gratuitamente a Nardoc, el líder de las tribus del Norte, Ares lo consideraba la ayuda perfecta para su causa, la ambición de Ares era usar la armadura para fomentar el conflicto nacional y el derramamiento de sangre. Nardoc lo utilizó desde el principio, y lo usó para encabezar un contraataque contra las fuerzas del Sur que las llevaron con éxito. Cuando ares se enteró de que el líder del norte, Nardoc, tenía otros planes más pacíficos, lo retiró y asumió su identidad como líder. El Aniquilador rompió varias unidades y tanques del ejército sureño. Incluso resultó demasiado fuerte para un equipo de la Liga de la Justicia compuesto por Mujer Maravilla, Hawk y Dove.
Reconociendo la marca de Hefesto en el pectoral de la máquina, la Mujer Maravilla lo confrontó. Hefesto confesó que todas sus creaciones contenían una debilidad incluso su traje que había sido creado por el para la Reina Hippolyta, pero él no le diría cual era la debilidad del Aniquilador. Sin embargo, le dio una indirecta que ella figuró hacia fuera en el medio de la batalla siguiente entre los Kasnianos: el Aniquilador era indestructible, pero requería de agresión e ira para recargar su energía.
Cuando se acercó al campamento de los sureños, Dove convenció a los guardias de que bajaran sus armas y dejaran de atacar, luego de esto el Aniquilador se detiene, Dove descubrió su debilidad: este sacaba su poder de la violencia y al enfrentarlo con la paz lo se detenía. El Aniquilador desactivado fue llevado al almacenamiento de la Atalaya y no se le volvió a ver hasta el episodio "El equipo X". 
En el 4° episodio "El Equipo X" de la segunda temporada, un equipo de supervillanos llamados "Equipo X" (conocido en los cómics como el Escuadrón Suicida), integrado por Rick Flag, Deadshot, Plastique, Capitán Bumerang y el Rey Reloj se infiltran en la Atalaya de la Liga de la Justicia y roban al Aniquilador, en el proceso el aniquilador se enfrenta a Átomo Smasher derrotándolo fácilmente, posteriormente el Aniquilador escapa con el grupo siendo llevada a las instalaciones de Cadmus.
En el 5° episodio "El Equilibrio" Tala experimentó en la armadura, tratando de encontrar una manera de eliminar su debilidad. Cuando fracasa, su mentor, Félix Fausto, que entonces solo existía como un alma desencarnada, la engañó un encantamiento que lo liberó de su confinamiento y le permitió poseer al aniquilador. Se convirtió en el nuevo cuerpo de Fausto, con el que inmediatamente irrumpió en el Tártaro, venció a Hades, haciéndose así dueño del inframundo. Fue enfrentado brevemente por la Mujer Maravilla y Chica Halcón, junto con el Hades mismo. Aunque Fausto logró quitar la debilidad del Aniquilador, todavía era vulnerable al mazo metálica de Shayera, la cual interrumpió la magia. Después de que Shayera dio el golpe inicial, Diana tomó la maza y destruyó la armadura, dejando una pequeña porción del alma de Fausto a la deriva.

## Poderes y habilidades
El Aniquilador era indestructible y autosuficiente. Cualquier ataque de un enemigo solo aumentaba su fuerza y velocidad. Sin embargo, en ausencia de agresión, no podía moverse y se desactivaba. No estaba equipado con armas o dispositivos, solo sus manos desnudas, pero su cuerpo poseía increíble fuerza y durabilidad.
Cuando Félix Fausto poseyó al Aniquilador, él quitó su vulnerabilidad presumiblemente porque lo estaba animando con su alma. También fue capaz de lanzar sus hechizos mágicos y proyectar explosiones de energía con sus manos.
Entres sus capacidades están:
- Fuerza sobrehumana: El autómata Aniquilador tiene un gran alto grado de fuerza, siendo capaz de derribar armamento, fuertes y tanques sin ninguna dificultad usando solo sus manos. Es capaz además de defenderse de ataques como los de Mujer Maravilla, Hawk y Dove o el mismo Hades y ganarles.
- Invulnerabilidad: es casi indestructible, puede resistir sin dificultad el ataque de armas convencionales y no sufrir daño alguno
- Adquisición de fuerza por la agresión: obtiene su poder y fuerza de la agresión de los enemigos que se aproximan, o durante la batalla, no solo para permitirse el movimiento autónomo, sino para mejorar sus propias capacidades por varios pasos dados el tiempo.
- Autosuficiencia: su armadura es autoalimentada, no necesita combustible o energía para ejecutarla o sus maquinaciones, salvo por la agresión dirigida hacia su propio ser para producir movimiento y su singular impulso para aniquilar a los enemigos.

### Debilidades
En un primer momento se conocía que el Aniquilador no tenía debilidades ya que era imparable, además los ataques de gran fuerza que le producía la Mujer Maravilla no le afectaban, posteriormente se descubrió que como debilidad abstención de sus combatientes a la luchar.
Esta debilidad fue eliminada por Félix Fausto al momento de poseer al Aniquilador, pero eventualmente surgió una nueva debilidad: El Aniquilador se volvió susceptible a los ataques del Mazo de Chica Halcón (posiblemente al propio Metal Nth, y no en específico al mazo) ya que este si le propiciaba daños a la armadura. No se específica si el Aniquilador era en un principio débil a este metal o si por la posesión de Fausto surgió esta debilidad.

## Origen
El Aniquilador es una reminiscencia del mito griego de Talos, una estatua de metal que cobró vida y actuó como guardián y que (en algunas versiones) fue creado por el Dios herrero Hefesto con la ayuda de los cíclopes. Se puede considerar que es el precursor mitológico del robot.